# Sporthalle (Köln)

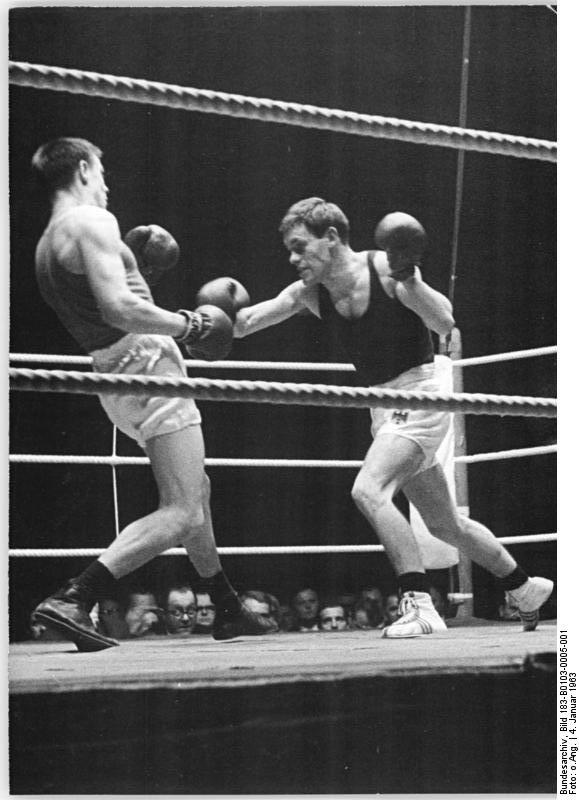
Box-Länderkampf Bundesrepublik Deutschland-UdSSR 1963: Im Leichtgewicht schlug der sowjetische Boxer Nikandorow (links) den westdeutschen Schmitt nach Punkten

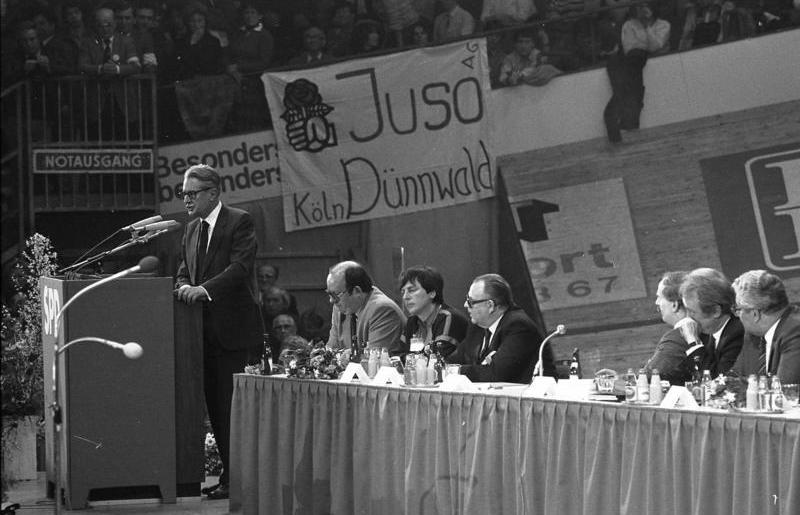
SPD-Großveranstaltung in der Sporthalle 1983 mit Hans-Jochen Vogel als Kanzlerkandidat, im Hintergrund sieht man Teile der Radrennbahn.

Die Sporthalle war bis zur Einweihung der Kölnarena im September 1998 die wichtigste Veranstaltungshalle Kölns. Zwischen der ersten Veranstaltung im Dezember 1958 und der letzten im August 1998 fanden hier 3469 Veranstaltungen mit 15,4 Millionen Besuchern statt. Die Sporthalle wurde 1999 im Zuge der Erweiterung der Koelnmesse abgerissen.

## Planung und Entstehung
Vor dem Zweiten Weltkrieg fanden Hallensportereignisse in der Rheinlandhalle in Köln-Ehrenfeld statt. Pläne, die schwer beschädigte Halle für sportliche Zwecke zu revitalisieren, scheiterten aus finanziellen, bautechnischen und verkehrstechnischen Gründen. Nachdem verschiedene Initiativen nicht weiter verfolgt worden waren, forderte der Fraktionsvorsitzende der SPD, Theo Burauen, im Februar 1955 erneut den Bau einer „größeren Sporthalle“.
1957 wurden Planungen vorgelegt, wonach auf dem Messegelände in Köln-Deutz eine Halle X errichtet werden sollte, die in der messe- und ausstellungsfreien Zeit für Sport- und andere Veranstaltungen genutzt werden könne. Am 5. Dezember 1958 wurde die Kölner Betriebsgesellschaft GmbH zwecks Betreuung und Vermarktung der Events für die Sporthalle auf dem Messegelände im rechtsrheinischen Stadtteil Deutz gegründet. Diese Betriebsgesellschaft war ein Tochterunternehmen der Dortmunder Westfalenhallen AG. Der Gründungsvertrag sah vor, dass die Halle von Dezember 1958 bis Februar 1959 für Sportereignisse genutzt werden dürfe.
Bereits am 13. Dezember 1958 fand die feierliche Eröffnung der Kölner Sporthalle mit Reden des Präsidenten des Deutschen Sportbunds Willi Daume und des Kölner Oberbürgermeisters Burauen statt. Schon 1959 stieg die Westfalenhallen AG wieder aus dem Vertrag aus, und die in Kölner Sporthallen GmbH umfirmierte Betreibergesellschaft ging in das Eigentum der Stadt Köln über. Sie wurde später in Kölner Sportstätten GmbH umbenannt und managt seitdem auch andere Sportstätten der Stadt Köln.

## Nutzung
Die mit einem Fassungsvermögen von bis zu 8.000 Zuschauern ausgestattete und 6.500 m² große Sporthalle besaß eine fest installierte Radrennbahn mit einer Länge von 166 Metern. Im Innenraum konnte die Bestuhlung je nach Art der Veranstaltung durch Stahlrohrtribünen und mobil montierte Stuhlreihen variabel gestaltet werden. Zu den regelmäßig stattfindenden Veranstaltungen der Eislaufrevue Holiday on Ice installierte man hier eine Eisfläche. Zunächst wurde die Sporthalle nur in den Wintermonaten für Sportveranstaltungen genutzt und ersetzte damit die Rheinlandhalle in Köln-Ehrenfeld. Am 31. März 1962 isolierte man sie aus dem Hallenkomplex der Messe- und Ausstellungs GmbH, sodass sie nun für alle Veranstaltungsformen zur Verfügung stand.
Entgegen ihrer Bezeichnung wurde sie von Beginn an nicht nur als Austragungsort nationaler und internationaler Sportveranstaltungen genutzt, sondern war auch eine Bühne für Konzerte von Weltrang und sonstige Veranstaltungen. Sie wurde als Multifunktionshalle genutzt, auch wenn die eingebaute Radrennbahn störend wirkte. Dennoch fanden internationale Konzerte weiterhin auch in den Messehallen statt, so etwa am 6. November 1966 das Konzert der The Who mit den Lords und den Kölner Beat Stones (Vorgänger der Bläck Fööss) in der Messehalle 8. Im Vorprogramm des Beach-Boys-Konzerts präsentierten die Beat Stones am 17. Mai 1967 in der Sporthalle ihre erste Single What? Am I in Love?.

## Veranstaltungen
Das erste Kölner Sechstagerennen fand bereits kurz nach der Eröffnung am 26. Dezember 1958 statt und war das erste nach dem Krieg. Die klassische ovale Radrennbahn besaß fest eingebaute, überhöhte Kurvenstücke, die Bestuhlung auf den Rängen (Holzklappsitze ohne Sitzpolster) war fest installiert. Am 4. Dezember 1965 fand hier erstmals die Deutsche Meisterschaft im Amateurtanzen statt, am 23. September 1966 die Weltmeisterschaften im Radball und Einer-Kunstradfahren, am 17. Oktober 1969 die Europameisterschaft im Mannschaftsfahren der Berufsradfahrer, am 4. September 1970 Internationales Berufsboxen und ab dem 19. Februar 1973 Profi-Tennisweltmeisterschaften.
Zudem war die Sporthalle Austragungsort vom Finale des Europapokals der Landesmeister im Basketball 1982. Am 1. Juni 1962 fand hier die Deutsche Box-Meisterschaft im Mittelgewicht zwischen dem Lokalmatador Peter Müller und Hans Werner „Buttje“ Wohlers statt, den Müller durch technischen KO verlor. Tragisch endete für den Kölner Boxer Jupp Elze der Kampf gegen den Italiener Juan Carlo Duran am 12. Juni 1968, denn Elze fiel ins Koma und starb acht Tage später an einer Hirnblutung.
Neben Boxkämpfen fanden auch zahlreiche Konzerte statt, wie beispielsweise von den Rolling Stones (am 30. März 1967, 18. September 1970, 4. September 1973 und 2. Juni 1976),  Led Zeppelin (16. Juli 1970, 23. März 1973, 18. Juni 1980), Frank Zappa (17. Februar 1976), Rainbow (25. September 1976; Live-Mitschnitt für das Album On Stage; Doppel-CD Live in Germany, 1990), Johnny Cash (22. September 1972, 20. April 1978), David Bowie (19. Mai 1978), The Moody Blues (Comeback-Konzert nach fünf Jahren, 19. Oktober 1978), Queen (1. Februar 1979, 26. November 1980, 6./7. Mai 1982), Supertramp (12. Oktober 1979), Scorpions (25. April 1980, 15. Mai 1982, 17. November 1984, 11. Dezember 1988, 29. September 1991, 25. Oktober 1996), Yes (21. Juni 1984), Mike Oldfield (8. Oktober 1984), U2 (31. Januar 1985), Elton John (6. April 1986), Duran Duran (6. April 1987), Bon Jovi (7. Dezember 1989), Depeche Mode (7. November 1987, 22. Juli 1993),  Tina Turner (22. Oktober 1990), Rush (23. April 1992) und Prince (2. Juni 1992).
Die Abschiedsveranstaltung der Kölner Band Floh de Cologne (7. April 1983) hatte 6.000 Zuschauer und dauerte 14 Stunden unter der Beteiligung zahlreicher bekannter Musiker wie Hannes Wader, Dieter Süverkrüp, Franz Josef Degenhardt, Hanns Dieter Hüsch, BAP und Ina Deter. Peter Alexander präsentierte die Auftaktsendung der Unterhaltungsshow Treffpunkt Herz mit 41 Stars am 14. Juni 1975 (Ausstrahlung am 4. Oktober 1975), einer Charity-Serie zu Gunsten der Deutschen Krebshilfe. Alexander stand hier mehr als 14 Mal vor stets ausverkaufter Halle auf der Bühne und wurde dafür von der Stadt Köln am 4. September 1976 mit einem Preis geehrt.
Auch deutsche Rockgrößen wie Can (3. Februar 1972), Marius Müller-Westernhagen (25. November 1981), Udo Lindenberg (13. März 1988) und Peter Maffay (10./11. März 1990) feierten hier große Erfolge. Ein folgenreiches Konzert gab hier am 13. November 1976 DDR-Liedermacher Wolf Biermann vor ausverkauftem Haus, das drei Tage später zu seiner Ausbürgerung aus der DDR führte. Die Kölner Rockband BAP trat zwischen 1984 und 1996 insgesamt 23 Mal in der Sporthalle auf, erstmals am 13. Oktober 1984.  Zwei Kölner Bands haben der Sporthalle mit Musikstücken musikalische Denkmäler gesetzt: BAP mit Hück ess sing Band en der Stadt (Januar 1999) und die Bläck Fööss mit Sporthall (1984).
Die Halle war nicht nur Veranstaltungsort für Sport- und Musikereignisse, sondern wurde auch für große Wahlkampfauftritte genutzt. So trat etwa vor der Bundestagswahl 1972 Willy Brandt zusammen mit Heinrich Böll in der Sporthalle auf. Im Dezember 1974 fand in der Sporthalle eine dramatische Gläubigerversammlung von 4.000 Gläubigern wegen der in eine Krise geratenen Kölner Herstatt-Bank statt.
Auch die sehr beliebten Karnevalsveranstaltungen unter dem Motto Lachende Sporthalle fanden seit ihrer Premiere am 27. Mai 1965 (mit Stargast Willy Millowitsch und 300 Mitwirkenden) in der Sporthalle statt, insgesamt bis zu deren Schließung 199 Mal. Sie finden heute ihre Fortsetzung in der Lachenden Kölnarena, wo immer noch das selbstversorgende Publikum Platz findet. Das letzte Kölner Sechstagerennen endete am 4. Januar 1998.

## Ende
Die Kölner Sporthalle gehörte zu den wichtigsten deutschen Konzertarenen. Die in die Jahre gekommene Halle besaß jedoch weder die Größe noch die Funktionalität moderner Veranstaltungshallen und musste deshalb einer größeren und technisch zeitgemäßeren Arena weichen. Am 30. August 1998 kamen mehr als 6.000 Besucher zur großen Abschiedsveranstaltung mit Kölner Prominenten in die Kölner Sporthalle, die zudem einem geplanten Erweiterungsbau der Koelnmesse im Wege stand. Nach der Eröffnung der Kölnarena (seit 2008 Lanxess Arena) im Jahre 1998 wurde die Sporthalle durch Sprengung am 13. März 1999 abgerissen. Unter den Augen vieler Schaulustiger sollte morgens um 7:00 Uhr die Halle in sich zusammenfallen. Allerdings überstand sie den ersten Sprengversuch äußerlich recht unbeschadet; erst die zweite Sprengung am späten Nachmittag war erfolgreich.